# Torrazzo
Torrazzo (piemontiul: Torass) település Olaszországban, Piemont régióban, Biella megyében. Lakosainak száma 203 fő (2023. január 1.). Torrazzo Bollengo, Burolo, Magnano, Sala Biellese, Zubiena és Chiaverano községekkel határos.

## Népesség
A település lakossága az elmúlt években az alábbi módon változott:
| Lakosok száma | 214  | 212  | 203  |
|               | 2017 | 2018 | 2023 |